# Hawaï (roman)
Pour les articles homonymes, voir Hawaï (homonymie).
Hawaï (Hawaii)  est un roman de l'auteur américain James A. Michener publié en 1959. Le roman a été adapté deux fois au cinéma (1966 puis 1970).

## Synopsis
Ce roman raconte l'histoire d'Hawaï.
Après un début décrivant l'histoire géologique, le roman conte l'histoire du trajet sans carte ni boussole effectué par quelques dizaines de Polynésiens vers cet archipel, puis de leur établissement. Sont ensuite traités la venue de missionnaires, leurs échanges avec les indigènes et les autres Américains et Européens (baleiniers, commerçants, planteurs), la venue de travailleurs chinois dans les champs de canne à sucre et les intrigues des planteurs d'origine américaine pour intégrer Hawaï dans l'union afin principalement de garantir un débouché à la canne à sucre,.

## Intérêt dans l'œuvre de l'auteur
Après plusieurs romans se déroulant en Asie de facture assez classique (témoignage, roman de guerre, roman d'amour) l'auteur inaugure ici une de ses méthodes littéraires qui constituent sa marque de fabrique : le roman historique mélange de fiction et de faits réels, contés à travers plusieurs générations de personnages et centré sur un territoire donné.
Géographiquement, après plusieurs romans de l'auteur se déroulant à l'étranger (Asie et Pacifique Sud), c'est le premier dont l'action se situe aux États-Unis. On reste cependant en dehors du continent américain.

## Adaptations au cinéma
Ce roman a été adapté deux fois au cinéma. La première fois, c'était en 1966 : Hawaï, un film de George Roy Hill avec Julie Andrews, Max von Sydow et Richard Harris, avec plusieurs nominations aux Oscars puis il y a eu la seconde adaptation en 1970 : Le Maître des îles, un film de Tom Gries, avec Charlton Heston et Geraldine Chaplin.